# Just Looking
Just Looking is een nummer van de Britse band Stereophonics uit 1999. Het is de tweede single van hun tweede studioalbum Performance & Cocktails.
Het nummer werd een hit op de Britse eilanden. In het Verenigd Koninkrijk wist het de 4e positie te behalen. In het Nederlandse taalgebied wist het nummer geen hitlijsten te behalen.